# New Cordell
New Cordell är administrativ huvudort i Washita County i Oklahoma. New Cordells folkmängd är uppskattningsvis 2 892 invånare (2014).